# Кукурбитурил

## Определение
Кукурбит[n]урилы — тривиальное название группы  органических макроциклических кавитандов состава (C6H6N4O2)n, построенных из нескольких (5⩽n⩽10) гликолурильных фрагментов, соединенных через метиленовые мостики.

## Открытие и состав
Кукурбитурил был впервые получен в 1905 г. путём конденсации в кислой среде формальдегида и гликолурила (продукта конденсации мочевины и глиоксаля). Однако методы того времени не позволили правильно определить его состав и структуру. Впервые кристаллическая структура этого соединения была определена только в 1981 г. По данным РСА, кукурбитурил представляет собой макроциклический кавитанд, имеющий форму полого бочонка, в плоскости дна и крышки которого находятся атомы кислорода карбонильных групп (порталы). Своё тривиальное название — кукурбитурил (cucurbituril) — этот кавитанд получил в связи с внешним сходством формы молекулы с тыквой (лат. cucurbitus).
Систематическое название по номенклатуре Chemical Abstract: додекагидро – 1Н, 4Н, 14Н, 17Н – 2, 16: 3, 15 – диметано – 5Н, 6Н, 7Н, 8Н, 9Н, 10Н, 11Н, 12Н, 13Н, 18Н, 19Н, 20Н, 21Н, 22Н, 23Н, 24Н, 25Н, 26Н – 2, 3, 4а, 5а, 6а, 7а, 8а, 9а, 10а, 11а, 12а, 13а, 15, 16, 17а, 18а, 19а, 20а, 21а, 22а, 23а, 24а, 25а, 26а – тетракосаазабис – пенталено [1''', 6''' : 5'', 6'', 7''] циклоокта – окта (1, 2, 3 – c d : 5, 6, 7 – c' d') дипенталено – 1, 4, 6, 8, 10, 12, 14, 17, 19, 21, 23, 25 – додекан.
Кукурбитурил — бесцветное кристаллическое вещество, труднорастворимое в воде или органических растворителях, но хорошо растворимое в некоторых минеральных (HCl, H2SO4, CF3SO3H) и карбоновых кислотах (например, HCOOH), в водных растворах солей многих металлов. Уникальное строение, простота в получении, термическая устойчивость (не разлагается при нагревании до 400 °C) делают его удобным для синтеза разнообразных супрамолекулярных соединений. В настоящее время кукурбитурил легко доступен и, в частности, включен в каталог фирмы «Merck».
Размеры внутренней полости молекулы кукурбитурила (высота ~6 Å, внутренний диаметр ~5,5 Å) позволяют включать небольшие органические молекулы или ионы (образуя комплексы гость—хозяин), а образованные карбонильными группами порталы (диаметры порталов составляют ~4 Å) способны связывать катионы металлов. Определение строения кукурбитурила дало импульс широкому исследованию этого соединения как макроциклического кавитанда. Сходный по размерам полости с α-циклодекстрином и 18-краун-6-эфиром, кукурбитурил имеет более высокий отрицательный заряд на донорных атомах кислорода, что повышает стабильность его аддуктов с положительно заряженными ионами. Ещё одним отличием кукурбитурила от других кавитандов, например, каликсаренов, является его структурная «жёсткость» — он практически не изменяет свою форму при включении различных молекул-гостей и, следовательно, проявляет более высокую селективность при образовании соединений включения. Образование таких соединений включения доказано кристаллографически, а также различными физико-химическими методами — абсорбционные, флуоресцентные и ЯМР-спектры молекул-гостей изменяются при переходе его из окружения растворителя (как правило, слабо кислые водные растворы) в гидрофобную полость кукурбитурила. Кукурбитурил образует стабильные соединения включения с аминами и диаминами, алкил- и бензиламмониевыми ионами, молекулами красителей.

## Гомологи, номенклатура
Кукурбитурил является родоначальником нового класса макроциклических кавитандов с жёсткой молекулярной структурой — кукурбитурилов. Представители этого класса отличаются от родоначальника размером макроцикла (числом гликольурильных фрагментов) и заместителями в экваториальном кольце молекулы. На сегодняшний день известны кукурбитурилы с числом гликольурильных фрагментов от 5 до 10. Поскольку систематическое название кукурбитурилов очень громоздко, для обозначения этих соединений разработали специальную номенклатуру, сходную с той, что применяется для каликсаренов: количество гликольурильных фрагментов указывается числом в квадратных скобках в середине, а количество и тип заместителей в экваториальной области обозначается приставкой в начале названия. Например, новое номенклатурное название кукурбитурила, построенного из 6 гликольурильных фрагментов, будет кукурбит[6]урил, а название соединения, построенного из 5 гликольурильных фрагментов, в котором атомы водорода экваториальных CH-групп заменены на метильные — декаметилкукурбит[5]урил.
Свойства кукурбит[n]урилов зависят от размера молекулы макроцикла, типа и числа заместителей в экваториальном кольце. С ростом числа гликольурильных фрагментов увеличивается размер внутренней полости, что приводит к возможности образования комплексов гость—хозяин либо с большим числом малых молекул-гостей, либо с гостями большего размера. Варьируя заместители в экваториальном кольце можно добиться повышения растворимости кавитанда в разных средах. Следует отметить, что кукурбит[5]урил и кукурбит[7]урил, имеющие нечетное количество гликольурильных фрагментов, в отличие от остальных гомологов хорошо растворимы в воде.